# Paul Greifzu
Paul Greifzu, nemški dirkač in konstruktor, * 7. april 1902, Suhl, Nemško cesarstvo, † 10. maj 1952, Dessau, Nemčija.
Paul Greifzu je bil pokojni nemški dirkač in konstruktor. Med sezonama 1950 in 1952 je njegovo moštvo dirkalo v prvenstvu Formule 1.